# Metriotracheloides regularis
Metriotracheloides regularis là một loài bọ cánh cứng trong họ Attelabidae. Loài này được Ter-Minassian miêu tả khoa học năm 1986.